# Encyclopedia of Triangle Centers
A Encyclopedia of Triangle Centers (ETC) é uma lista online de centenas de pontos ou "centros" associados com a geometria de um triângulo. É mantida por Clark Kimberling, professor de matemática na Universidade de Evansville.
Desde 1 de setembro de  2020, a lista identificava 39 474 centros de triângulos.
Cada ponto na lista é identificado por um número indexado na forma X(n)—por exemplo, X(1) é o incentro. A informação registrada sobre cada ponto inclui suas coordenadas trilineares e baricêntricas ae sua relação com linhas unindo outros pontos identificados. Links com diagramas do The Geometer's Sketchpad são fornecidos para pontos chave. A Encyclopedia também inclui um glossário de termos e definições.
A cada ponto da lista é atribuído um único nome. Em casos onde nenhum nome surge de considerações geométricas ou históricas, é usado o nome de uma estrela. Por exemplo, o ponto 770 na lista é denominado ponto Acamar.
Os primeiros 10 listados na Encyclopedia são:
| Referência ETC | Nome                  | Definição                                                                    |
| -------------- | --------------------- | ---------------------------------------------------------------------------- |
| X(1)           | incentro              | centro de círculos inscrito e exinscrito em um triângulo                     |
| X(2)           | centroide             | interseção de três medianas                                                  |
| X(3)           | circumcentro          | centro da circunferências circunscritas                                      |
| X(4)           | ortocentro            | interseção de três altitudes                                                 |
| X(5)           | Centro de nove pontos | centro do círculo de nove pontos                                             |
| X(6)           | Ponto de Lemoine      | interseção de três simedianas                                                |
| X(7)           | Ponto de Gergonne     | ponto simediano do contato de triângulos                                     |
| X(8)           | Ponto de Nagel        | interseção de linhas de cada vértice ao correspondente ponto semiperimétrico |
| X(9)           | Mittenpunkt           | ponto simediano do triângulo formado pelos centros de três excírculos        |
| X(10)          | Centro de Spieker     | centro do círculo de Spieker                                                 |
Outros pontos incluem:
| Referência ETC | Nome                                 |
| -------------- | ------------------------------------ |
| X(11)          | Ponto de Feuerbach                   |
| X(13)          | Ponto de Fermat                      |
| X(15), X(16)   | primeiro e segundo ponto isodinâmico |
| X(17), X(18)   | primeiro e segundo ponto de Napoleon |
| X(19)          | Ponto de Clawson                     |
| X(20)          | Ponto de Longchamps                  |
| X(21)          | Ponto de Schiffler                   |
| X(22)          | Ponto de Exeter                      |
| X(39)          | Ponto de Brocard                     |
| X(40)          | Ponto de Bevan                       |
| X(175)         | Ponto isoperimétrico                 |
| X(176)         | Ponto de igual desvio                |